# Liroceratia
Liroceratia is een geslacht van weekdieren uit de klasse van de Gastropoda (slakken).

## Soorten
- Liroceratia sulcata (Boettger, 1893)
- Liroceratia truncata (Garrett, 1873)